# Oospila circumdata
Oospila circumdata là một loài bướm đêm trong họ Geometridae.